# Parc Natural Portes de Ferro
El Parc Natural Portes de Ferro (oficialment i en romanès: 'Parcul Natural Porțile de Fier'r) és un parc natural de 115,666-hectàrea (285,820-acre) situat al sud-oest de Romania. Inclou la part romanesa de la porta de ferro del riu Danubi i s’estén al llarg de la riba esquerra del riu als comtats de Caraș-Severin i Mehedinți. A l'altre costat del riu hi ha el parc nacional Đerdap a Sèrbia.
El Parc Natural de les Portes de Ferro és el segon parc natural més gran de Romania. S’estén des de Socol a l’oest fins a Drobeta-Turnu Severin a l'est; al nord hi ha les muntanyes del Banat i les muntanyes de Mehedinți. El parc conté 18 àrees protegides, la més gran és la zona humida Ostrov - Moldova Veche.